# Парсеваль, Август фон
Франц Август Фердинанд Макс фон Парсеваль (нем. Franz August Ferdinand Max von Parseval; 1861—1942) — германский инженер-конструктор; один из пионеров авиации и аэронавтики.

## Биография
Август Парсеваль родился 5 февраля 1861 года в баварском городе Франкенталь; потомок французского дворянина эмигрировавшего в Германию в 1791 году. Отец — государственный чиновник Йозеф Фердинант фон Парсеваль (1825—1887), мать — Мари Амели (урожденная von Schaden; 1840—1918). Успешно окончил Королевский Баварский пажеский корпус и 1880 году получил офицерский чин, и прослужив четверть века в немецкой армии, в 1906 году вышел в почётную отставку в звании майора.

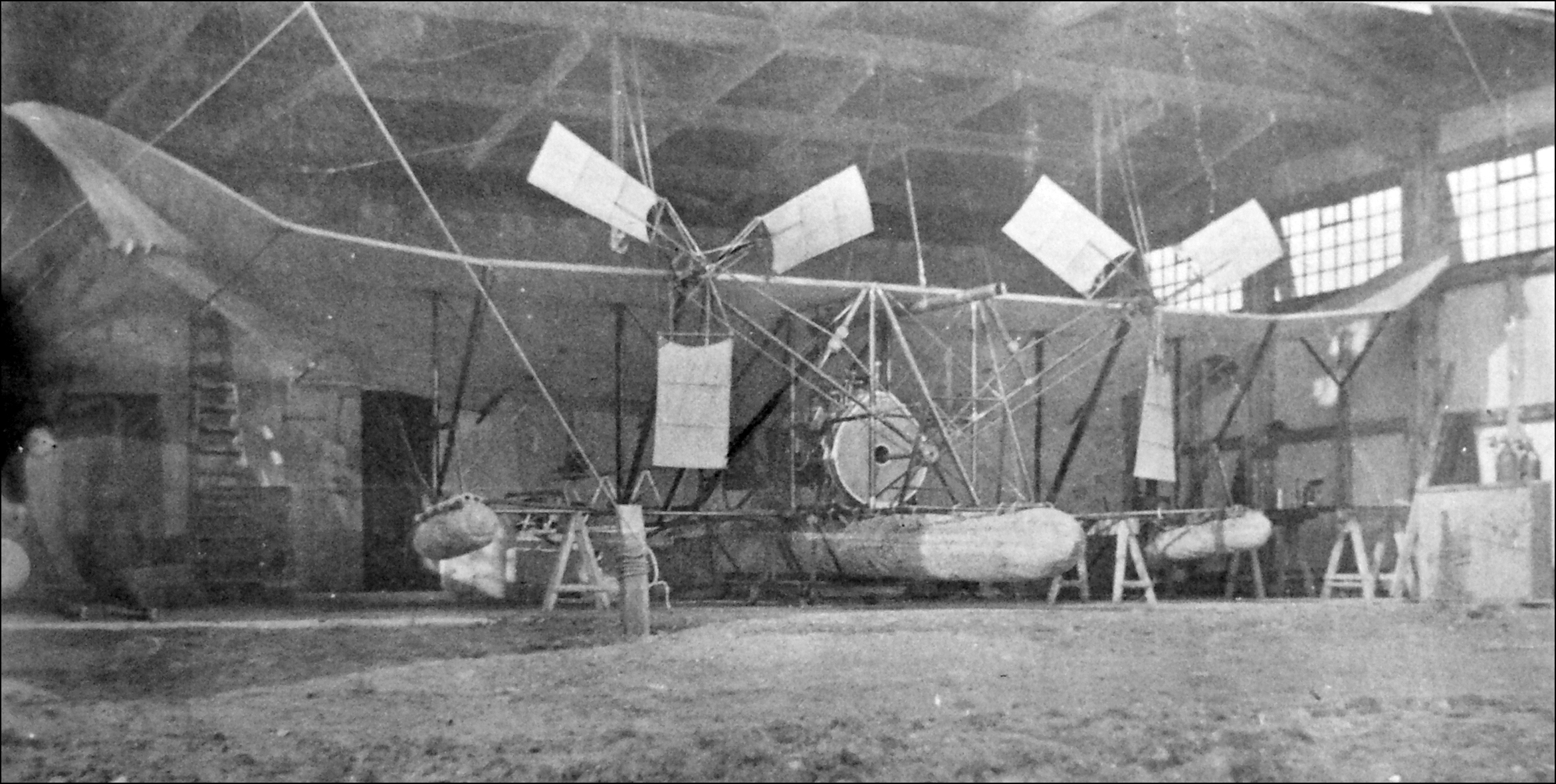
Аэроплан Парсеваля

Вопросами воздухоплавания Парсеваль начал вплотную заниматься в 1889 году. В 1897 году им, совместно с поручиком Зигсфельдом, был построен 1-й змейковый аэростат «Drachenballon», который был введен в германской армии вместо сферических аэростатов, как «годный для привязных подъёмов при более сильных ветрах» (до 20 метров в секунду), тогда как на сферических аэростатах того времени при ветре в 8 м/с уже нельзя было производить подъёмы.
С 1901 года Август фон Парсеваль занялся разработкой проекта управляемого аэростата и в 1906 году им был построен первый управляемый аэростат мягкой системы. Этот летательный аппарат имел объём 2.300 кубических метров, длину 48 метров, диаметр 8,6, двигатель — Даймлер мощностью 86 лошадиных сил. Первые полеты дали довольно хорошие результаты и заставили обратить внимание на эти аэростаты. Их особенностями являлись: мягкая оболочка, простая подвеска, легкая разборка и возможность укладывать разобранный аэростат (до 3.000 м3) всего на две единицы гужевого транспорта.
В 1910 году Парсеваль построил и аэроплан-моноплан своей системы, но последний никаких существенных преимуществ перед аналогами не показал. За свои работы Парсеваль получил звание доктора-инженера и был приглашен для чтения лекций по воздухоплаванию в Берлинский политехникум (ныне Берлинский технический университет).

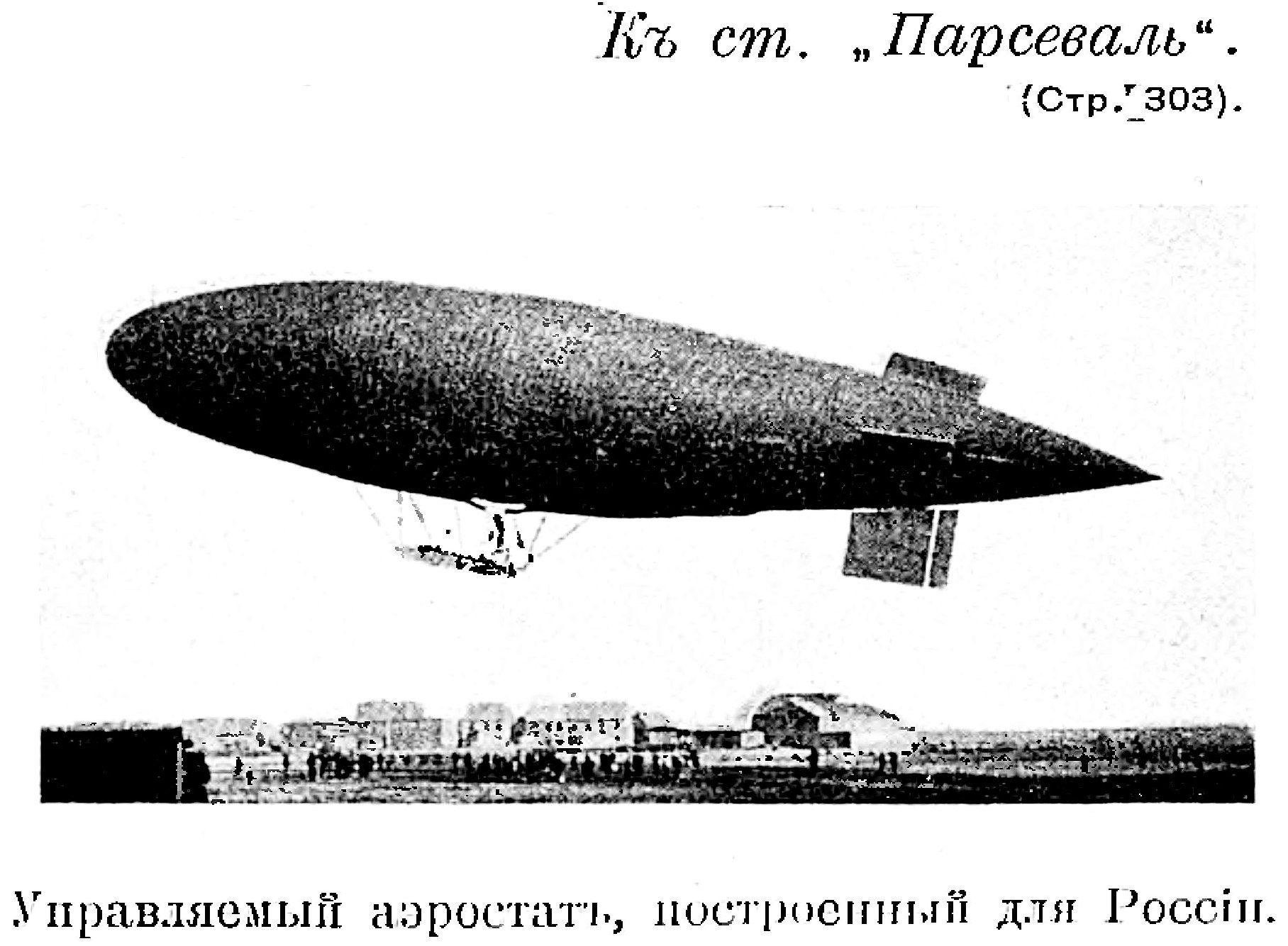
Иллюстрация из статьи «Парсеваль»
(«Военная энциклопедия Сытина»)

Форма аэростата приобретённого для Русской императорской армии (см. рисунок) — продолговатая с сильно заостренной задней частью. Неизменяемость формы поддерживается двумя баллонетами, которые вместе с тем служат рулями высоты, для чего нужно из одного баллонета выпустить воздух, а в другой вогнать. Под аэростатом проходит жесткий шланг в баллонеты с особой распределительной коробкой посредине, откуда идет шланг к вентилятору. Гондола — металлическая, подвешена на двух боковых металлических тросах, по которым может немного перекатываться на рамках, и 2 или 3 парах вертикальных тросов. Винты сперва употреблялись мягкие (системы Парсеваля), но затем стали использоваться деревянные, как и на других системах.
Управляемые аэростаты Парсеваля также были довольно востребованы; они были приобретены Великобританией, Австрией, Италией, Россией, Турцией, Японией и другими странами. Одна из машин (PL 19) была сбита над Либавой 12 января 1915 г.
Катастрофа дирижабля «Гинденбург» практически положила конец эпохе дирижаблей с жестким каркасом, однако надежность воздушных судов разработанных Парсевалем вывело их на первый план; запатентованные им изобретения используются во всем мире и по сей день. Значительная часть дирижаблей и аэростатов использующие разработки Парсеваля производятся американской компанией «Goodyear Tire and Rubber Company» начиная с 1911 года.
Франц Август Фердинанд Макс фон Парсеваль умер 22 февраля 1942 года в городе Берлине и был похоронен на Вильмерсдорфском кладбище.
Заслуги инженера перед отечеством были отмечены орденом Гражданских заслуг Баварской короны.